# Connithorax barbatus
Genre
Synonymes
- Conithorax Eskov, 1988 nec Brunetti, 1918
- Conothorax Eskov & Marusik, 1992 nec Karavajev & Karawajew, 1935

Espèce
Synonymes
- Conithorax barbatus Eskov, 1988

Connithorax barbatus, unique représentant du genre Connithorax, est une espèce d'araignées aranéomorphes de la famille des Linyphiidae.

## Distribution
Cette espèce est endémique de Sibérie en Russie,.

## Publications originales
- Eskov, 1988 : Seven new monotypic genera of spiders of the family Linyphiidae (Aranei) from Siberia. Zoologičeskij Žurnal, vol. 67, p. 678-690.
- Marusik, Eskov, Logunov & Basarukin, 1993 : A check-list of spiders (Arachnida Aranei) from Sakhalin and Kurile Islands. Arthropoda Selecta, vol. 1, no 4, p. 73-85 (texte intégral).
- Eskov & Marusik, 1992 : On the mainly Siberian spider genera Wubanoides, Parawubanoides gen.n. and Poeciloneta (Aranei Linyphiidae). Arthropoda Selecta, vol. 1, no 1, p. 21-38 (texte intégral).